# George Marsden Waterhouse

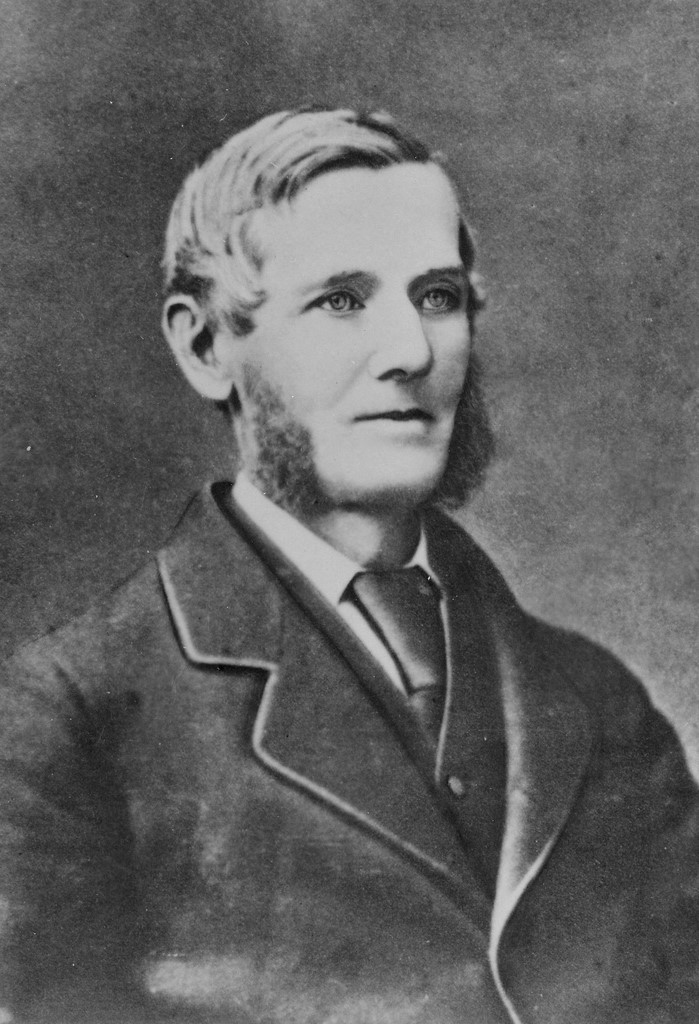
George Marsden Waterhouse

George Marsden Waterhouse (* 6. April 1824 in Penzance, Cornwall, England; † 6. August 1906 in Torquay, Devon, England) war der siebte Premierminister Neuseelands. Er regierte vom 11. Oktober 1872 bis zum 3. März 1873. Zuvor war er vom 8. Oktober 1861 bis zum 3. Juli 1863 Premierminister von South Australia gewesen. Waterhouse ist der einzige Politiker, der Regierungschef von zwei verschiedenen britischen Kolonien war.

## Australien
Der in der Kingswood School, einem renommierten wesleyanischen College bei Bath, ausgebildete Waterhouse wanderte 1839 im Alter von 15 Jahren mit seiner Familie nach Tasmanien aus, da sein Vater, Reverend John Waterhouse, zum Generalsuperintendent der wesleyanischen Missionen in Australien und Polynesien ernannt worden war. Nach vier Jahren in Hobart zog Waterhouse nach Adelaide um. Dort war er erfolgreich als Händler tätig. 1848 heiratete er Lydia Giles; die Ehe blieb kinderlos, doch das Paar adoptierte zwei Töchter.
Im August 1851 wurde Waterhouse als Abgeordneter des Wahlkreises East Torrens in den Legislativrat der Kolonie gewählt. Wegen gesundheitlicher Probleme musste er drei Jahre später zurücktreten. Er besuchte die USA und England und kehrte 1856 nach Australien zurück. 1857 wurde er wiedergewählt, trat jedoch bereits nach wenigen Monaten wieder zurück, da er das Angebot des Gouverneurs abgelehnt hatte, in der ersten Regierung der nunmehr selbstverwalteten Kolonie Einsitz zu nehmen.
Der Befürworter des Freihandels ließ sich 1860 ein drittes Mal in den Legislativrat wählen. Dort setzte er sich für einheitliche Zolltarife in ganz Australien ein. Von Mai 1860 bis Februar 1861 war Waterhouse Kanzleisekretär der Regierung von Thomas Reynolds. Nach dessen Rücktritt übernahm Waterhouse das Amt des Premierministers. Im Juli 1863 brach die Regierung auseinander, da ihr Finanzmanipulationen und Zweckentfremdung des Immigrantenfonds vorgeworfen wurden. 1864 gab er sein Parlamentsmandat auf.

## Neuseeland
1869 wanderte Waterhouse nach Neuseeland aus, wo er einen Schafzuchtbetrieb mit 18.000 Tieren kaufte. Kurze Zeit später war er auch in Neuseeland politisch aktiv. Im Mai 1870 wurde er ins Parlament gewählt, im November 1871 gehörte er während drei Wochen dem Kabinett von William Fox an. Dessen Nachfolger Edward Stafford verlor im Oktober 1872 ein Misstrauensvotum und Waterhouse nahm auf Anraten von Finanzminister Julius Vogel das Amt des Premierministers an. Doch nicht einmal fünf Monate später trat Waterhouse überraschend zurück. Er war der Ansicht, als Mitglied des Oberhauses hätte er nur eingeschränkte Möglichkeiten, das Kabinett zu leiten.
Waterhouse blieb nach seinem Rücktritt weiterhin Abgeordneter. 1879 wollte Premierminister John Hall ihm einen Ministerposten anbieten, doch er lehnte ab. 1884 war er stellvertretender Gouverneur und 1887 Speaker des Oberhauses. 1889 kehrte er endgültig in seine Heimat England zurück, um dort einen geruhsamen Lebensabend zu verbringen. Dort starb er im Alter von 82 Jahren.